# Sandy (film 1918)
Sandy è un film muto del 1918 diretto da George Melford.

## Trama
Sandy Kilday, un povero ragazzo irlandese di origine scozzese che ha lasciato la sua terra fiducioso in un avvenire migliore negli Stati Uniti, viene scoperto a bordo di una nave dove si è imbarcato clandestinamente. Una dei passeggeri, la bella Ruth Nelson, convince la zia a pagargli il biglietto.
A New York, Sandy si mette in società con l'ex fantino Ricks Wilson, progettando di recarsi nel Kentucky per partecipare al Derby. Sandy, che è stato adottato dal giudice Hollis e da sua moglie, incontra di nuovo Ruth a una fiera. Carter, il fratello della ragazza, ubriaco, coinvolge Ricks in una storia di mazzette con un altro fantino che resta ferito. Ricks viene arrestato. Lo stesso giorno, Sandy impedisce a Carter di fuggire insieme a una ragazza, Annette. Il giudice, intanto, è rimasto ferito in una sparatoria e il colpevole viene individuato in Ricks. Cercando di difendere l'amico innocente, Sandy viene attaccato dalla folla. Lo salva Carter che, in punto di morte, confessa i suoi crimini.
Tempo dopo, il giudice, rimessosi dalla ferita, può assistere al matrimonio tra Sandy e Ruth.

## Produzione
Il film fu prodotto dalla Famous Players-Lasky Corporation

## Distribuzione
Distribuito dalla Paramount Pictures e dalla Famous Players-Lasky Corporation, il film - presentato da Jesse L. Lasky - uscì nelle sale cinematografiche statunitensi il 14 luglio 1918.